# Charles-Félix Biscarra
Charles-Félix Biscarra, en italien Carlo Felice Biscarra, est un peintre italien et critique d'art, né à Turin le 26 mars 1823, mort à Turin le 31 juillet 1894.
Il est le fils du peintre piémontais d'origine niçoise Jean-Baptiste Biscarra et le père du sculpteur italien César Biscarra.

## Biographie

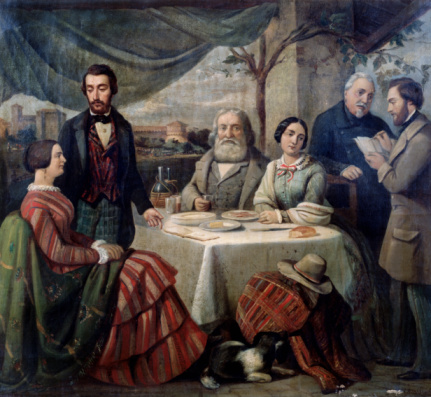
Réunion avec Garibaldi

### Formation
Charles-Félix a d'abord été formé par son père, Jean-Baptiste Biscarra, qui était le directeur de l'Accademia Albertina des Beaux-Arts de Turin et premier peintre du roi Charles-Félix de Sardaigne et a suivi à l'Accademia les cours de Boucher, Paravia, Viani et de son père. Il a reçu une pension de la reine Maria Cristina qui lui a permis de faire un voyage de formation à Florence et à Rome jusqu'en 1848.
En 1843, il a commencé à exposer des œuvres à la Società promotrice di belle arti di Torino et a obtenu son premier succès avec le tableau Cola di Rienzo che arringa il popolo romano (Cola di Rienzo harangue le peuple de Rome) qui est acquis par le roi Victor-Emmanuel II. La même année, il est en Belgique, à Londres, puis à Paris où il étudie pendant une année avec Ary Scheffer.

### Activités
En 1853 il commence sa participation comme critique aux Albums de la Società promotrice di belle arti di Torino qu'il a continué jusqu'à la fin de sa vie. En 1854, il fonde avec le Cercle des Artistes avec Luigi Rocca.
En 1860, sur proposition de Roberto d'Azeglio, frère de Massimo d'Azeglio, il devient secrétaire de l' Accademia Albertina des Beaux-Arts. Il en a réformé l'enseignement.
En 1866, il est mandaté à la sous-commission des Beaux-Arts pour la participation de l'Italie à l'exposition universelle de 1867, à Paris. Il crée la revue richement illustrée, L'Arte in Italia, avec Luigi Rocca en 1869 jusqu'en 1873. La même année, il participe à la création de la société L'Acquaforte et s'oppose à l'usage de la photographie pour la reproduction des œuvres d'art. En 1870, il participe au Congrés artistique de Parme comme secrétaire, puis en 1872, à Milan.
En 1872, il traduit le Corso pratico di disegno lineare per artisti ed industriali  de G. Schreiber. En 1873, il publie Relazione Storica Intorno Alla Reale Accademia Albertina Di Belle Arti in Torino. Entre 1875 et 1878, il dirige la publication de I capolavori della Reale Pinacoteca di Torino (Chefs-d'œuvre de la Pinacothèque royale de Turin), actuelle Galleria Saubada. En 1883 il est nommé à la commission gouvernementale pour la conservation des monuments où il dirige une campagne photographique des antiquités de la province de Turin. Dès 1876, il était membre à vie de la Società archeologica di belle arti.. Il s'est aussi intéressé à la restauration des monuments en défendant les méthodes qui tendent à redonner l'aspect originel des monuments et une restauration qui répare et conserve.
En 1884, il est membre de la Commission d'art contemporain pour l'Exposition nationale.

### Œuvres

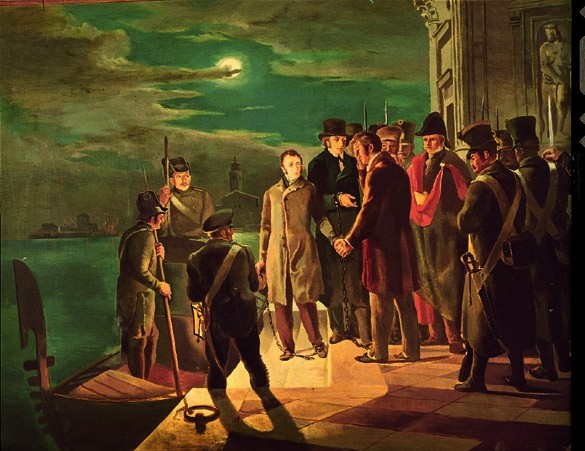
Arrestation de Silvio Pellico and Piero Maroncelli

S'il a critiqué le néoclassicisme et promu le Romantisme, il a surtout été un peintre d'histoire.
- Galileo che spiega la teoria del moto della terra (1859) ;Galileo Galilei before the Tribunal of the Inquisition ;
- La giovinezza del conte di Carmagnola (1857) ;
- Il Fanfulla in S. Marco di Firenze (1861) ;
- La notte del 26 marzo 1822 (Pellico e Maroncelli lasciano le carceri di San Michele) (1865) ;
- Il Filippo Lippi schiavo in Barberia (1862) ;
- Giambellino che scopre il segreto della pittura ad olio,recato in Italia da Antonello da Messina (1863) ;
- Maso Finiguerra trova il modo di stampare le incisioni a bulino (1866) ;
- Francesco I re di Francia che riceve la saliera d'oro dal Cellini (1867).

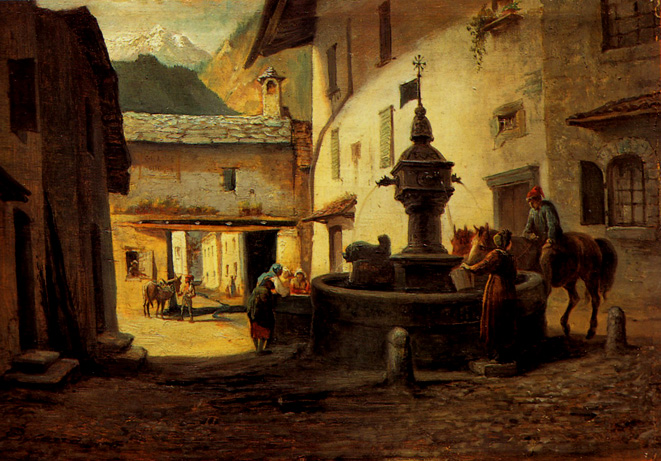
Arrêt à une fontaine

Il a été aussi un peintre de paysages :
- La vecchia strada del Cenisio (1873) ;
- Capo Noli (1875) ;
- La pesca ai polipi nel golfo di San Margherita Ligure (1877)[1]

## Rue à Turin
La municipalité de Turin a donné à une rue le nom de Via Giovanni Battista e Carlo Felice Biscarra.

## Publication
- Carlo Felice Biscarra, Relazione Storica Intorno Alla Reale Accademia Albertina Di Belle Arti in Torino, Nabu Press, 2012  (ISBN 978-1277514896) ; p. 102